# إيليون (نيويورك)
إيليون (بالإنجليزية: Ilion, New York)‏ هي معلم جغرافي تقع في الولايات المتحدة في مقاطعة هيركايمر، نيويورك. يقدر عدد سكانها بـ 8,053 نسمة ومساحتها 6.5 كم2 وترتفع عن سطح البحر 124 متر.

## التركيبة السكانية
حدّد مكتب تعداد الولايات المتحدة بيانات التركيبة السكانية لإيليون في تعداد الولايات المتحدة. في ما يلي، التركيبة السكانية حسب تعدادي 2000 و2010.

### تعداد عام 2000
بلغ عدد سكان إيليون 8,610 نسمة بحسب تعداد عام 2000، وبلغ عدد الأسر 3,425 أسرة وعدد العائلات 2,211 عائلة مقيمة في القرية. في حين سجلت الكثافة السكانية 1,302.6 نسمة لكل كيلومتر مربع (3,373.7/ميل2). وبلغ عدد الوحدات السكنية 3,623 وحدة بمتوسط كثافة قدره 548.1 لكل كيلومتر مربع (1,419.6/ميل2).
وتوزع التركيب العرقي للقرية بنسبة 97.35% من البيض و0.66% من الأمريكيين الأفارقة و0.12% من الأمريكيين الأصليين و0.21% من الأمريكيين ذوي الأصول الآسيوية و0.01% من سكان جزر المحيط الهادئ و0.24% من الأعراق الأخرى و1.41% من عرقين مختلطين أو أكثر و1.58% من الهسبانيون أو اللاتينيون من أي عرق.
بلغ عدد الأسر 3,425 أسرة كانت نسبة 35.5% منها لديها أطفال تحت سن الثامنة عشر تعيش معهم، وبلغت نسبة الأزواج القاطنين مع بعضهم البعض 46% من أصل المجموع الكلي للأسر، ونسبة 14.2% من الأسر كان لديها معيلات من الإناث دون وجود شريك، بينما كانت نسبة 4.4% من الأسر لديها معيلون من الذكور دون وجود شريكة وكانت نسبة 35.4% من غير العائلات. تألفت نسبة 30.4% من أصل جميع الأسر من عدة أفراد يعيشون في نفس المنزل ونسبة 15.4% كانت تتألف من شخص يعيش بمفرده يبلغ من العمر 65 عاماً أو أكثر. وبلغ متوسط حجم الأسرة المعيشية 2.47، أما متوسط حجم العائلات فبلغ 3.06.
بلغ العمر الوسطي للسكان 36.7 عاماً. وكانت نسبة 26.6% من القاطنين تحت سن الثامنة عشر، وكانت نسبة 8.6% بين الثامنة عشر والرابعة والعشرين عاماً، ونسبة 26.9% كانت واقعةً في الفئة العمرية ما بين الخامسة والعشرين والرابعة والأربعين عاماً، ونسبة 21.2% كانت ما بين الخامسة والأربعين والرابعة والستين، ونسبة 14.9% كانت ضمن فئة الخامسة والستين عاماً فما فوق. يوجد لكل 100 أنثى 86.5 ذكر، ويوجد لكل 100 أنثى في الثامنة عشر من عمرها فما فوق 83.5 ذكر.
بلغ متوسط دخل الأسرة في القرية 31,793 دولارًا، أما متوسط دخل العائلة فبلغ 38,203 دولارًا. وكان متوسط دخل الذكور 30,069 دولارًا مقابل 21,754 دولارًا للإناث. وسجل دخل الفرد الخاص بالقرية 14,264 دولارًا. وكانت نسبة 14.1% من العائلات ونسبة 17.1% من السكان تحت خط الفقر، وكان من هؤلاء نسبة 24.3% تحت سن الثامنة عشر ونسبة 13.9% في الخامسة والستين من العمر وما فوق.

### تعداد عام 2010
بلغ عدد سكان إيليون 8,053 نسمة بحسب تعداد عام 2010، وبلغ عدد الأسر 3,322 أسرة وعدد العائلات 2,062 عائلة مقيمة في القرية. في حين سجلت الكثافة السكانية 1,218.3 نسمة لكل كيلومتر مربع (3,155.4/ميل2). وبلغ عدد الوحدات السكنية 3,569 وحدة بمتوسط كثافة قدره 539.9 لكل كيلومتر مربع (1,398.3/ميل2).
وتوزع التركيب العرقي للقرية بنسبة 96% من البيض و1.19% من الأمريكيين الأفارقة و0.32% من الأمريكيين الأصليين و0.52% من الأمريكيين ذوي الأصول الآسيوية و0.42% من الأعراق الأخرى و1.54% من عرقين مختلطين أو أكثر و2.36% من الهسبانيون أو اللاتينيون من أي عرق.
بلغ عدد الأسر 3,322 أسرة كانت نسبة 31.5% منها لديها أطفال تحت سن الثامنة عشر تعيش معهم، وبلغت نسبة الأزواج القاطنين مع بعضهم البعض 43% من أصل المجموع الكلي للأسر، ونسبة 13.9% من الأسر كان لديها معيلات من الإناث دون وجود شريك، بينما كانت نسبة 5.2% من الأسر لديها معيلون من الذكور دون وجود شريكة وكانت نسبة 37.9% من غير العائلات. تألفت نسبة 31.2% من أصل جميع الأسر من عدة أفراد يعيشون في نفس المنزل ونسبة 13.8% كانت تتألف من شخص يعيش بمفرده يبلغ من العمر 65 عاماً أو أكثر. وبلغ متوسط حجم الأسرة المعيشية 2.38، أما متوسط حجم العائلات فبلغ 2.97.
بلغ العمر الوسطي للسكان 38.4 عاماً. وكانت نسبة 24.1% من القاطنين تحت سن الثامنة عشر، وكانت نسبة 9.2% بين الثامنة عشر والرابعة والعشرين عاماً، ونسبة 24.8% كانت واقعةً في الفئة العمرية ما بين الخامسة والعشرين والرابعة والأربعين عاماً، ونسبة 26.5% كانت ما بين الخامسة والأربعين والرابعة والستين، ونسبة 15.4% كانت ضمن فئة الخامسة والستين عاماً فما فوق. وتوزع التركيب الجنسي للسكان بنسبة 47.9% ذكور و52.1% إناث.

## أعلام
- بوتس داي
- جايسون ماكباين
- ألفرد س. فيرنر
- إليفاليت ريمينغتون
- لو بروس